# Dvanáctý Doktor
Dvanáctý Doktor je inkarnací Doktora, protagonisty sci-fi seriálu Pán času (Doctor Who) vysílaného stanicí BBC. Je ztvárněn skotským hercem Peterem Capaldim. Doktor je humanoidní mimozemšťan, který cestuje časem a prostorem. Pochází z rasy známé jako Páni času. Pokud je Doktor kriticky zraněn, jeho tělo může zregenerovat a on získá kromě jiného vzhledu i nové psychické vlastnosti. Tento mechanismus umožňuje, aby se v roli Doktora mohli střídat stále další herci, a to už od roku 1963, kdy byl tento seriál poprvé vysílán.
Capaldiho ztvárnění Doktora má velmi pichlavý, příkrý, ale také rozjímavý charakter, skrývající své emoce. Jeho těžká, a někdy i krutá rozhodnutí ho často vedou k otázce vlastního charakteru a hodnoty jeho cest.
Capaldi se jako dvanáctý Doktor poprvé objevil na krátký moment ve speciálním díle k padesátému výročí seriálu nazvaném "The Day of the Doctor" (Doktorův den) z roku 2013 jako jedna ze třinácti inkarnací Doktora, kteří jsou předvoláni zachránit jejich domovskou planetu Gallifrey před zničením. Plně byl jako dvanáctý Doktor představen ve vánočním speciálu "The Time of the Doctor" (Čas Doktora) z roku 2013. Na jeho cestách ho doprovázela společnice Clara Oswald, ztvárněná Jennou Coleman, která s ním cestovala v osmé a deváté sérii a v desáté sérii dívka Bill, ztvárněná herečkou Pearl Mackie a Nardolem, kterého hraje komik a herec Matt Lucas.

## Charakter

### Kostým
Doktorův kostým zahrnuje krátký tmavě modrý kabát s červenou podšívkou, tmavě modré kalhoty, dlouho bílou košili s límcem a zapnutou knoflíkem u krku, námořnickou vestu nebo svetr a pevné boty. V deváté sérii také nosí přes svetr mikinu, přes všechny trička vždy obléká kabát. V díle „Časová loupež“ Doktor popisuje svůj kostým slovy „doufal jsem v minimalismus, ale myslím, že nakonec mám kouzelníka.“ Doktorův kostým byl vytvořen seriálovým kostýmním výtvarníkem Howardem Burdenem, který chtěl Doktorův vzhled co nejvíce zjednodušit. Jeho design byl označen jako „Žádné kudrlinky, žádné šály, žádná přeplácanost, jen 100% rebelský Pán času. Capaldi řekl, že mu chvíli zabralo, než si na kostým zvykl.

### Osobnost
Dvanáctý Doktor je podle Capaldiho „více mimozemský než býval“ . Zatímco Doktor sám sebe popisuje jako někoho, „kdo zachraňuje životy“ , je zřejmé, že se též snaží o to, aby byl v očích těch, které zachraňuje, vnímán jako hrdina . Na rozdíl od předešlých dvou inkarnací, které se snažily lidstvo pochopit a zajímaly se o něj, Capaldi potvrzuje, že jeho ztvárnění „moc nechápe lidstvo a nezajímá se o jeho názor.“ Mark Gatiss o Doktorovi řekl: „Je to někdo, kdo se okamžitě nestane tvým nejlepším kamarádem a může být trochu strohý a hrubý.“ Steven Moffat se přidal: „Doktor má ohromnou schopnost nenuceného humoru a vše se to točí kolem toho, že je občas strašně hrubý. Myslím, že děti si o něm budou myslet, že je to zlý Doktor […] Možná se s ním budete chtít pomazlit, ale já myslím, že odolá.“
Navzdory jeho temnější osobnosti, Capaldi řekl, že „Doktor je stále zábavný, radostný, nadšený, důrazný a nebojácný.“ Jenna Coleman dodala, že tentokrát je Doktor „více záhadný, tajemný, komplikovaný, vyčerpaný a nezpůsobný při srovnání s jeho předchůdci.“ Steven Moffat žertem dodal: „Je více skotský než minule.“